# Clark Gable
William Clark Gable, beter bekend als Clark Gable (Cadiz (Ohio), 1 februari 1901 – Los Angeles (Californië), 16 november 1960) was een Amerikaans acteur. Hij staat bekend als een van de grootste sterren uit de geschiedenis van Hollywood en als de meest succesvolle Amerikaanse acteur van voor de Tweede Wereldoorlog. Zijn bijnaam luidt dan ook The King of Hollywood. Zijn meest befaamde rol was die van Rhett Butler in Gone with the Wind uit 1939.
Gable werd driemaal genomineerd voor een Oscar: in 1934 als charmante vrouwenversierder in de romantische komedie It Happened One Night, in 1935 voor zijn rol als muiter in Mutiny on the Bounty, en in 1940 voor zijn rol als cynische smokkelaar in Gone with the Wind. Alleen voor It Happened One Night kreeg hij daadwerkelijk de Oscar.
Clark Gable huwde vijfmaal. Zijn derde vrouw was de beroemde actrice Carole Lombard, die hij had leren kennen tijdens een party in Hollywood. Lombard, met wie Gable een zeer gelukkig huwelijk had, kwam in 1942 bij een vliegtuigcrash om het leven. Na zijn eigen dood in 1960 werd Gable naast haar begraven.

## Biografie
Gable was de zoon van een olieboorder en een moeder die van Duitse afkomst was. Als zestienjarige zag hij zijn eerste film, waarna hij niets liever wilde dan acteur worden. Toen hij in Portland werkte, ontmoette hij de actrice Laura Hope Crews, die hem aanmoedigde om het theater in te gaan. Twintig jaar later zouden ze samen in Gone With the Wind spelen, waarin zij de rol van Aunt Pittipat speelde. Tijdens zijn eerste jaren als acteur werd Gable bijgestaan door actrice Josephine Dillon, die hem les gaf en als zijn manager optrad. Ze gaf hem geld om zijn gebit te laten verzorgen en zorgde ervoor dat hij een andere haarsnit kreeg. Verder besteedde ze veel tijd aan zijn stem, die aanvankelijk hoog was maar na veel training lager werd. Na veel training vond Dillon dat Gable klaar was om naar Hollywood te trekken. Op 13 december 1924 trouwde Gable met Dillon, die 17 jaar ouder was dan hijzelf.
Gables carrière kwam aanvankelijk moeizaam op gang. Hij speelde een paar kleine rolletjes in stomme films, maar het lukte hem niet echt om door te breken. In 1927 vertrok Gable naar New York om daar zijn geluk te beproeven als toneelacteur. Hier werd hij goede vrienden met Lionel Barrymore. Hij speelde in een paar toneelstukken, maar het lukte hem niet om een echte ster te worden, totdat hij in 1930 goede recensies kreeg voor een rol en een contract aangeboden kreeg door MGM. In datzelfde jaar scheidde hij van Dillon. Een paar dagen na  de scheiding hertrouwde hij met Maria Franklin, die eveneens zeventien jaar ouder was dan hijzelf. In 1931 moesten ze opnieuw trouwen omdat er een verschil was in de wetten van de verschillende staten waarin ze gewoond hadden.
De befaamde filmproducent Darryl F. Zanuck vond dat Gable te grote oren had en er als een aap uitzag toen hij auditie deed voor de film Little Caesar. Hij kreeg de rol dus ook niet. Hij speelde in een paar films als tegenspeler van Joan Crawford, met wie hij naar verluidt een affaire had. Eind 1931 speelde hij in de film Susan Lenox (Her Fall and Rise) met Greta Garbo.
In 1932 deed hij auditie voor de rol van Tarzan, maar deze rol ging naar zwemkampioen Johnny Weissmuller. Pas in 1933 had hij zijn grote doorbraak met de western Red Dust, waarna zijn carrière in een stroomversnelling raakte. Hij werd een paar keer tegenover Jean Harlow gezet in zijn volgende films. Ze speelden in totaal zes keer samen—de laatste keer in 1937 bij Saratoga, waar Harlow overleed nog voor de film helemaal opgenomen was. In 1934 wees Robert Montgomery de hoofdrol af voor It Happened One Night omdat hij het script maar povertjes vond. Gable werd zijn vervanger, en won een Oscar voor de rol.
In veel van zijn films speelde Gable de rol van mooie, sterke, stoere en gladde jongen. Hij speelde dit soort rollen in veel films, variërend van komedies tot avonturenfilms, van westerns tot historische spektakelfilms. Ook was hij in een paar films als verleidelijke slechterik te zien.
In 1936 begon hij een affaire met actrice Carole Lombard, hoewel hij nog steeds getrouwd was met Maria Franklin. Pas in 1939 scheidde hij van Franklin, wat hem een aardige duit kostte. Enkele weken later trouwde hij met Lombard.
Gables succesvolste en beroemdste rol is zijn mannelijke hoofdrol in de legendarische filmklassieker Gone With the Wind (1939), die lange tijd gold als de meest succesvolle film ooit gemaakt. Het was Carole Lombard die hem aanspoorde om de iconische rol van Rhett Butler, die ook aan Gary Cooper was aangeboden, aan te nemen, maar aanvankelijk wilde Gable er niet van weten. Uiteindelijk ging hij echter toch overstag. Bij het filmen van Gone With the Wind raakte hij goed bevriend met de Afro-Amerikaanse actrice Hattie McDaniel, die Mammy speelde. Toen zij (omdat ze zwart was) niet naar de première van Gone with the Wind mocht, weigerde ook Gable te gaan, maar het was McDaniel die hem overtuigde om toch te gaan.
Gables huwelijk met Lombard was zijn gelukkigste. Het noodlot sloeg echter toe op 16 januari 1942, toen Lombard, haar moeder en Otto Winkler, die de getuige van Gable was bij hun huwelijk, omkwamen in een vliegtuigcrash. Na de dood van Lombard trok Gable zich maandenlang terug in zijn eigen huis en weigerde hij nieuwe filmrollen aan te nemen.
Tijdens de Tweede Wereldoorlog onderbrak Gable zijn carrière om, na de dood van zijn vrouw en in navolging van James Stewart, zijn vaderland te dienen in de strijd tegen nazi-Duitsland. Gable nam dienst bij de luchtmacht en werd wegens zijn vakkennis aan het hoofd geplaatst van de filmdienst. Hij vloog in die functie tijdens de oorlog herhaaldelijk boven Europa (onder meer bij het bombardement van de Fordfabriek te Antwerpen) en maakte verschillende instructiefilms, onder meer "Combat America" over de taak van boordschutters. De films werden aan de rekruten vertoond, opdat zij zich een idee zouden kunnen vormen van wat hun te wachten stond. 
Na de oorlog pakte hij zijn carrière weer op. Nadat Joan Crawford voor de derde keer was gescheiden, pakten Gable en Crawford hun aan-uit-romance, die volgens Crawford dertig jaar duurde, opnieuw op. Ze woonden enige tijd samen. Hierna had Gable een korte romance met Paulette Goddard. In 1949 trouwde hij met het Britse model Sylvia Ashley, dat voorheen getrouwd was geweest met Douglas Fairbanks, de voormalige schoonvader van Crawford. Het huwelijk was geen succes en eindigde in 1952 in een scheiding. In 1953 nam Gable de film Mogambo op. Aanvankelijk zou Gene Tierney zijn tegenspeelster worden, maar door gezondheidsproblemen werd ze vervangen door Grace Kelly, wat Gable jammer vond. Hij had echter wel een romance met Kelly, die jong genoeg was om zijn dochter te zijn. Deze romance eindigde vrijwel meteen na het opnemen van de film. In 1955 trouwde Gable met Kay Williams.
Een van zijn laatste films was de komedie It Started in Naples met Sophia Loren, die voornamelijk in Italië opgenomen werd en genomineerd werd voor een Oscar en twee Golden Globes.
Gable overleed op 59-jarige leeftijd aan een hartaanval, een paar weken na het voltooien van The Misfits, wat zowel voor hemzelf als voor zijn tegenspeelster Marilyn Monroe de laatste film zou worden. Op het moment van zijn overlijden was zijn laatste vrouw Kay Williams vier maanden zwanger. Gables zoon, John Clark Gable, werd geboren in 1961. Naar later bleek, was hij niet het enige kind van Gable. Al in 1935 had Gable een kind verwekt bij de actrice Loretta Young, met wie hij in de film The Call of the Wild had gespeeld. In november 1935 werd Judy Lewis geboren. Young deed er alles aan om te vermijden dat iemand erachter kwam dat ze een kind had gekregen, maar na verloop van tijd werd het een publiek geheim dat ze een dochter had en dat Gable de vader was. Young trouwde met Tom Lewis toen Judy vier jaar was, maar vertelde haar nieuwe echtgenoot niet dat Gable de vader van haar dochter was. Lewis dacht in eerste instantie dat Judy geadopteerd was en dat ze de dochter was van Loretta's zus Sally, op wie Judy erg leek. Judy zelf werd door haar man ingelicht dat Gable haar vader was en confronteerde daarna haar moeder, die het verhaal bevestigde. Judy zou Gable één keer ontmoet hebben toen ze vijftien jaar was. Young gaf echter pas officieel toe dat Gable de vader van Judy was in haar biografie, die pas na haar dood in 2000 gepubliceerd werd. Haar schoondochter Linda Lewis bekende in 2015 dat Young haar voor haar dood nog toevertrouwd zou had dat ze nooit een affaire had gehad met Gable, maar dat die haar verkracht had. Die versie van het verhaal wordt door anderen bestreden.

## Filmografie

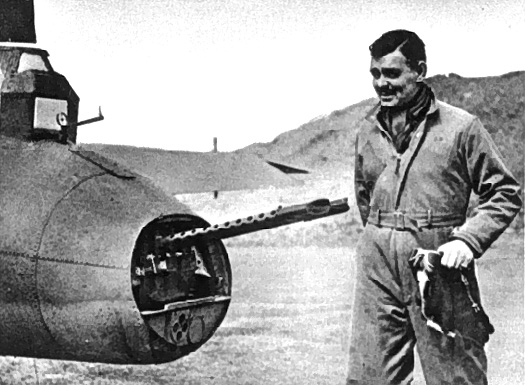

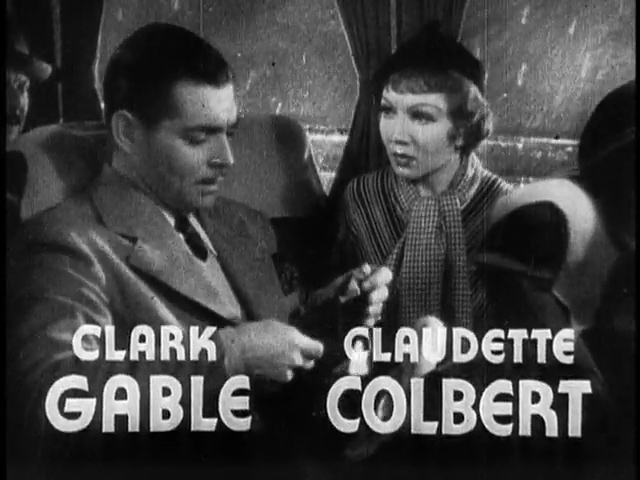

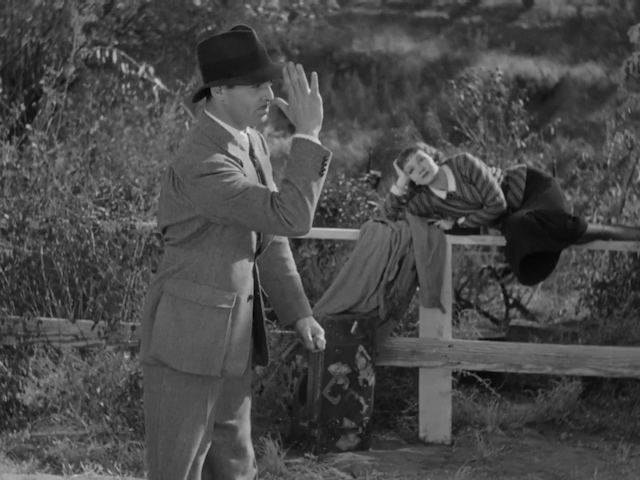

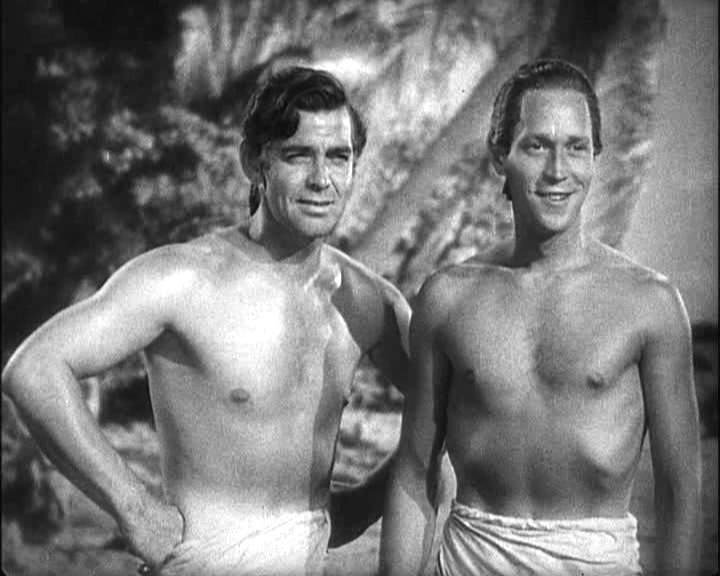

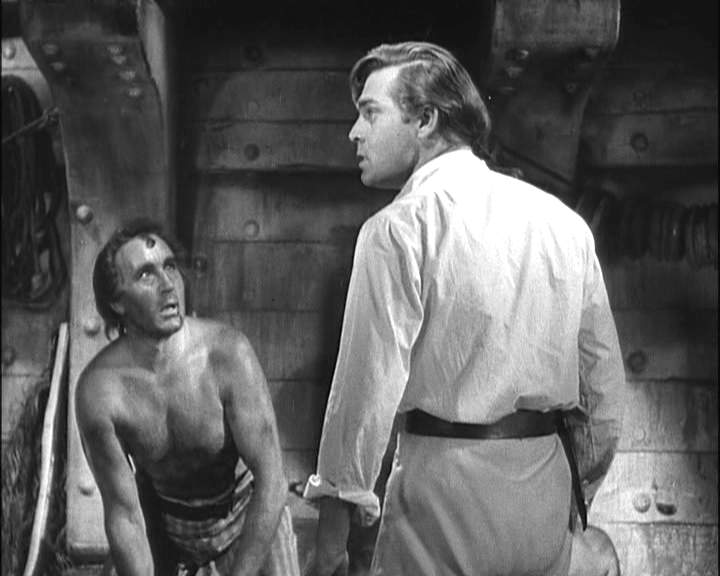

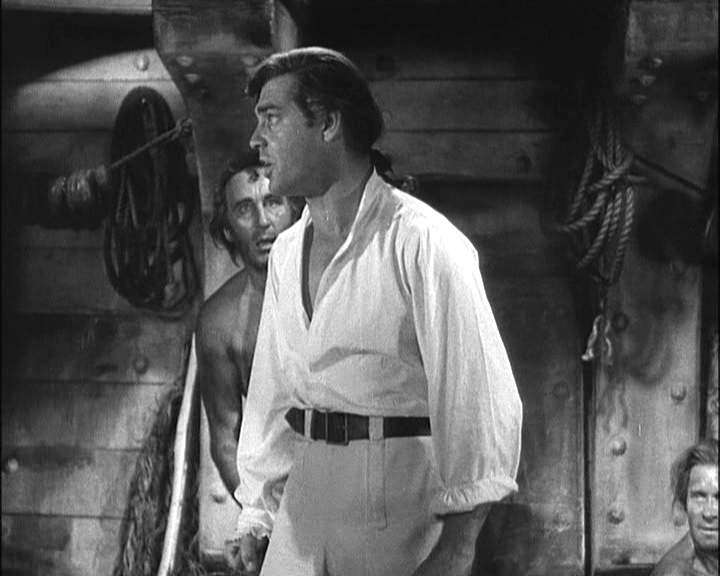

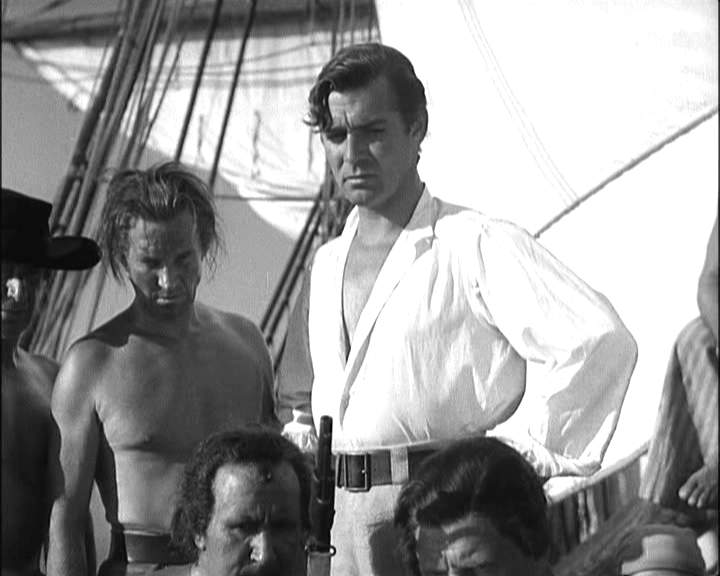